# Gran Premio de Dottignies
La Gran Premio de Dottignies (oficialmente: Grand Prix de Dottignies (en neerlandés)) es una carrera ciclista femenina de un día que se disputa en la ciudad de Dottignies y sus alrededores en la Provincia de Henao en Bélgica.
Su primera edición se corrió en 2002 como carrera aficionada y en el año 2005 pasó a formar parte del Calendario UCI Femenino bajo categoría 1.1, pero durante los años 2006 y 2007 regresó a ser una carrera amateur, para volver del 2008 en adelante como una carrera del Calendario UCI Femenino bajo categoría 1.2.
La carrera consta de cerca 120 km y es parte del desafío Lotto Cycling Cup, una especie de copa belga femenina de ciclismo

## Palmarés
| Año  | Ganador                | Segundo              | Tercero                   |           |
| ---- | ---------------------- | -------------------- | ------------------------- | --------- |
| 2002 | Alessandra Cappellotto | Anja Nobus           | Vera Koedooder            |           |
| 2003 | Baukje Doedee          | Debby Mansveld       | Evy Van Damme             |           |
| 2004 | Olga Sljussarewa       | Tanja Schmidt-Hennes | Valentyna Karpenko        |           |
| 2005 | Nicole Cooke           | Katie Brown          | Oenone Wood               |           |
| 2006 | Oenone Wood            | Sigrid Corneo        | Suzanne de Goede          |           |
| 2007 | Giorgia Bronzini       | Rochelle Gilmore     | Regina Schleicher         |           |
| 2008 | Marianne Vos           | Kirsten Wild         | Grete Treier              |           |
| 2009 | Sarah Düster           | Trixi Worrack        | Chantal Blaak             |           |
| 2010 | Kirsten Wild           | Giorgia Bronzini     | Monia Baccaille           |           |
| 2011 | Emma Johansson         | Monia Baccaille      | Annemiek van Vleuten      |           |
| 2012 | Monia Baccaille        | Emma Johansson       | Alyona Andruk             |           |
| 2013 | Vera Koedooder         | Iris Slappendel      | Sanne van Paassen         |           |
| 2014 | Giorgia Bronzini       | Shelley Olds         | Lucy Garner               |           |
| 2015 | Roxane Fournier        | Chloe Hosking        | Pascale Jeuland           |           |
| 2016 | Giorgia Bronzini       | Marta Bastianelli    | Roxane Fournier           |           |
| 2017 | Jolien D'Hoore         | Chloe Hosking        | Jelena Erić               |           |
| 2018 | Marta Bastianelli      | Elisa Balsamo        | Pascale Jeuland-Tranchant |           |
| 2019 | cancelada              | cancelada            | cancelada                 | cancelada |

## Palmarés por países
| País         | Victorias |
| ------------ | --------- |
| Italia       | 5         |
| Países Bajos | 4         |
| Rusia        | 1         |
| Reino Unido  | 1         |
| Alemania     | 1         |
| Suecia       | 1         |
| Francia      | 1         |
| Bélgica      | 1         |